# Cinnamomum siamense
Cinnamomum siamense là loài thực vật có hoa trong họ Nguyệt quế. Loài này được Craib miêu tả khoa học đầu tiên năm 1922.